# Colman's

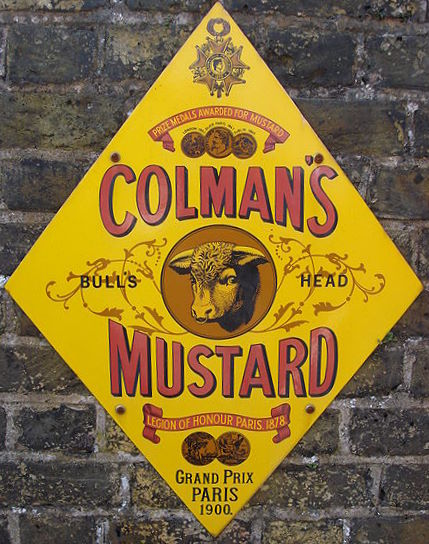
En gammal reklamskylt för Colman's på Buckinghamshire Railway Centre i England.

Colman's är ett brittiskt företag som tillverkar senap, vilket saluförs under varumärket Colman's mustard. 

## Företaget
Produkten skapades 1814 av Jeremiah Colman, som inrättade en fabrik i Norwich, England. 1854 introducerades den karakteristiska förpackningen med gul etikett och röd rubriktext. Mitt på etiketten finns ett tjurhuvud som symboliserar styrkan i senapens smak. Samma utseende används än i dag. Såväl runda glasburkar, som rektangulära plåtburkar förekommer. Firman är kunglig hovleverantör till brittiska hovet, en ära som ännu på 2000-talet består. Varumärket Colman's ägs numera av Unilever.

## Senapen
Produkten säljs dels i form av ett torrt, gult senapspulver, som vanligen blandas till en pasta efter något av många recept, dels som vanlig färdigblandad senap. Pulvervarianten kan även användas till att exempelvis rulla kött i före tillagningen. Colmans senap är mycket skarpare i smaken än till exempel den traditionella svenska senapen.